# Opryszowce
Opryszowce (ukr. Опришівці) – południowa dzielnica Iwano-Frankiwska, dawniej wieś założona przed 1424.

## Historia
Pierwsza wzmianka o istnieniu wsi znajduje się w protokołach sądu halickiego, które są datowane na 5 maja 1438. Rejestr podatkowy z 1515 zawiera zapis, że w Opryszowcach znajdowały się 3 łany ziemi uprawnej (ok. 75 ha).
W II Rzeczypospolitej miejscowość była do 1934 siedzibą gminy wiejskiej Opryszowce w powiecie stanisławowskim województwa stanisławowskiego. 1 stycznia 1925 część Opryszowiec włączono do Stanisławowa (208,7 ha). 1 sierpnia 1934 Opryszowce weszły w skład do nowej zbiorowej gminy Czerniejów. W 1965 włączono ją w granice miasta, wybudowano m.in. fabrykę mebli, fabrykę armatury, a w 1962 powstał Port lotniczy Iwano-Frankiwsk. Na uboczu lotniska pozostawiono stary cmentarz opryszowiecki (Старий Опришівецький цвинтар). Ponadto w Opryszowcach znajdują się zakłady farmaceutyczne oraz dwie szkoły techniczne. Główną arterią biegnąca na południe ulica Konowalca, przy bocznej ulicy znajduje się pochodząca z 1908 greckokatolicka cerkiew św. Paraskewy.